# Sakura Uchikoshi
Sakura Uchikoshi (打越さく良, Uchikoshi Sakura) est une femme politique japonaise née le 6 janvier 1968, représentant la préfecture de Niigata pour le Parti démocrate constitutionnel japonais à la Chambre des conseillers du Japon. Elle commence sa carrière en tant qu'avocate et s'implique dans la lutte contre les discriminations faites aux femmes.

## Jeunesse, études et carrière pré-électorale
Uchikoshi naît le 6 janvier 1968 à Asahikawa, sur l'île d'Hokkaidō, mais grandit dans la préfecture de Saitama. Elle est diplômée du lycée d'Ochanomizu (ja), où elle effectue ses études secondaires, puis de l'université de Tokyo, où elle obtient un diplôme de droit en 1996. Elle commence ensuite un doctorat, qu'elle abandonne durant son cours.
Elle s'inscrit au Barreau en 2000, et se spécialise dans les violences domestiques, le harcèlement au travail, les discriminations faites aux femmes, ainsi que les maltraitances infantiles,. Son cabinet est basé à Tokyo. En 2018, elle a notamment défendu des étudiantes japonaises, dont les notes avaient été altérées en raison de leur sexe, pour les écarter sciemment des professions médicales,.

## Carrière électorale
Le 21 avril 2019, elle est investie par le Parti démocrate constitutionnel japonais en tant que candidate à la Chambre des conseillers du Japon pour la circonscription électorale de la préfecture de Niigata,. Il s'agit de sa première candidature à une élection. Elle se présente en tant que candidate unique des partis d'opposition pour affronter le candidat sortant soutenu par le parti au pouvoir : Ichirō Tsukada (en), du Parti libéral-démocrate. Pour Uchikoshi, cette campagne est plus difficile pour les femmes, en raison des attentes traditionnelles portées sur les femmes japonaises, laissant peu de marge à la campagne électorale.
Élue à l'issue de cette élection en juillet 2019, elle siège ainsi à la chambre haute des députés du Japon. À la Chambre des conseillers du Japon, elle est membre de plusieurs commissions et comités, comme le comité sur les questions de santé, le comité sur les questions de budget, le bureau spécial se portant sur les enlèvements nord-coréens et la commission de révision de la constitution japonaise.
En 2020, Uchikoshi participe à la fusion de plusieurs partis d'opposition japonais : le parti historique démocrate constitutionnel japonais et le Parti démocrate du peuple, sous le nom de Parti démocratique constitutionnel.
À la suite de la contre-performance du PDC aux élections législatives du 31 octobre 2021, qui fait élire 96 représentants alors qu'il comptait 110 sièges à la fin de la législature précédente, son président et fondateur, Yukio Edano démissionne. Lors de l'élection du nouveau bureau, Uchikoshi soutient la nomination de Chinami Nishimura au poste de secrétaire général,. 
En 2024, Uchikoshi annonce être candidate à sa réélection en vue des prochaines élections de la Chambre des conseillers de 2025. Elle conserve son siège à l'issue de ce scrutin, et est réélue.

## Prises de position
Comme la majorité des conseillers du PDC, elle s'oppose à une révision de la constitution japonaise.
D'un point de vue sociétal, Uchikoshi milite pour l'autorisation du mariage homosexuel au Japon. Uchikoshi est très impliquée dans la lutte contre les discriminations faites aux femmes, depuis son entrée dans la vie professionnelle. Depuis son élection à la chambre des conseillers, elle continue ce combat et donne plusieurs conférences de sensibilisation à cette cause.
Durant la pandémie de Covid-19, Uchikoshi s'oppose fortement au maintien des jeux olympiques d'été à Tokyo, même après un report à l'été 2021.

## Vie personnelle
Sakura Uchikoshi est mariée à Ichiro Muraki, lui aussi avocat, spécialisé dans le droit pénal, avec lequel elle a un fils.